# Мовчан, Александр Андреевич
Алекса́ндр Андре́евич Мовча́н (24 марта 1932, Новая Ушица, Винницкая область — 20 сентября 2006, Киев) — советский и украинский актёр. Заслуженный артист Украины (2002).

## Биография
Родился 24 марта 1932 года в городе Новая Ушица на Украине.
Окончил Киевский театральный институт имени И. К. Карпенко-Карого в 1961 году.
С 1961 по 1966 год и с 1971 года являлся актёром Киевской киностудии имени А. Довженко.
С 1966 по 1971 год — актёр театра Группы Советских войск в Германии.
Скончался на 75-м году жизни 20 сентября 2006 года. Похоронен на Байковом кладбище.

## Фильмография
- 1960 — Кровь людская — не водица — эпизод
- 1962 — В мёртвой петле — Васильев
- 1963 — Наймичка — улан
- 1963 — Закон Антарктиды — Леонид Сарычев
- 1963 — Трое суток после бессмертия — Остап Романчук
- 1964 — Поезд милосердия — Даня Огородников
- 1964 — Космический сплав — Рыбослед
- 1965 — Гадюка — Афанасий Бабич, красноармеец, поэт
- 1965 — Нет неизвестных солдат — Соболяк, старший лейтенант
- 1966 — Их знали только в лицо — Гвидо
- 1971 — Инспектор уголовного розыска — «Интеллигент», грабитель-рецидивист
- 1972 — Первый шторм
- 1972 — Тайна предков — Пётр Опарин
- 1972 — Адрес вашего дома
- 1972 — Ночной мотоциклист — Жарков
- 1973 — Абитуриентка — бандит
- 1974 — Сердце моего друга
- 1974 — Какая у вас улыбка
- 1975 — Побег из дворца — капитан Арктики
- 1976 — Встретимся у фонтана — Остап Мартынович, бригадир шабашников, ухажёр Любы-парикмахерши
- 1976 — Дума о Ковпаке — Беспалов
- 1976 — Огненный мост — Горбенко
- 1976 — Остров юности — Михаил Антонович (озвучил актёр Павел Морозенко)
- 1979 — Ты помнишь?
- 1979 — Ты только не плачь
- 1979 — Узнай меня
- 1980 — Алёша — Морозов
- 1982 — Если враг не сдаётся... — Селиванов
- 1984 — В двух шагах от «Рая» — генерал
- 1984 — Твоё мирное небо — Митин
- 1985 — Поклонись до земли
- 1986 — Выкуп — Дрейер
- 1986 — Красные башмачки — эпизод
- 1986 — Приближение к будущему
- 1990 — Украинская вендетта — писатель
- 1991 — Кровь за кровь — Железняков
- 1993 — Заложники страха — врач
- 2001 — След оборотня — эпизод
- 2006 — Возвращение Мухтара 3. серия «С днём рождения, дедушка!» — Кочкин
- 2006 — Сладкие сны

## Озвучивание
- 1974 — Джек в Стране чудес — Продавец чудес.
- 1978 — Вожак (мультфильм).